# Bispesetet
Der Bispesetet (norwegisch für Bischofssitz) ist eine Gebirgsgruppe im ostantarktischen Königin-Maud-Land. Im Mühlig-Hofmann-Gebirge liegt sie zwischen dem Lundebreen und dem Vinjebreen. Zu ihr gehören die Jøkulkyrkja und die Djupedalshausane.
Wissenschaftler des Norwegischen Polarinstituts benannten sie 2016.